# Tiger Fernandez
Tiger Fernandez est un groupe luxembourgeois de rock alternatif, actif entre 1999 et 2004. Ils sont considérés par la presse locale comme « les plus célèbres représentants du rock alternatif luxembourgeois. »

## Histoire
Le groupe est formé à la fin 1999 par Simon Ramos (chant, guitare), Claude (batterie) et Victor Ferreira (basse, samples). Début 2000, Gull (guitare) rejoint le groupe, mais quitte à nouveau le groupe en septembre en raison de ses études et est remplacé par Pi.
Tiger Fernandez sort un titre sur l'album compilation Made in Luxembourg 2000 et trois EP sur le label luxembourgeois Own Records. En 2001, le groupe remporte l'édition luxembourgeoise du festival Emergenza et arrive 10e à la finale européenne. Leur dernier enregistrement, The Final EP, sort seulement un an après la dissolution du groupe en 2003. Victor Ferreira commence ensuite une carrière solo sous le nom de Sug(r)cane et Sun Glitters.

## Discographie

### EP
- 2000 : Tiger Fernandez
- 2002 : Leave the Left Leaf
- 2004 : The Final EP